# Сиельва, Оскар
Оскар Сиельва Морено (исп. Óscar Sielva Moreno; род. 6 августа 1991, Олот) — испанский футболист, полузащитник, игрок испанского клуба «Уэска» и молодёжных сборных Испании.

## Клубная карьера
Сиельва — воспитанник местной молодёжной системы «Эспаньол». Дебютировал в своей первой команде в Ла Лиге 30 августа 2008 года в возрасте 17 лет и 24 дня против новичка «Реал Вальядолид», заменив Ивана де ла Пенью в концовке встречи и поучаствовав в домашней победе (1:0). Он появился ещё в четырёх матчах в первой части сезона, прежде чем дважды сломал ключицу.